# Score polygénique
 (juillet 2023).
La mise en forme du texte ne suit pas les recommandations de Wikipédia : il faut le « wikifier ».
Les points d'amélioration suivants sont les cas les plus fréquents. Le détail des points à revoir est peut-être précisé sur la page de discussion.
- Les titres sont pré-formatés par le logiciel. Ils ne sont ni en capitales, ni en gras.
- Le texte ne doit pas être écrit en capitales (les noms de famille non plus), ni en gras, ni en italique, ni en « petit »…
- Le gras n'est utilisé que pour surligner le titre de l'article dans l'introduction, une seule fois.
- L'italique est rarement utilisé : mots en langue étrangère, titres d'œuvres, noms de bateaux, etc.
- Les citations ne sont pas en italique mais en corps de texte normal. Elles sont entourées par des guillemets français : « et ».
- Les listes à puces sont à éviter, des paragraphes rédigés étant largement préférés. Les tableaux sont à réserver à la présentation de données structurées (résultats, etc.).
- Les appels de note de bas de page (petits chiffres en exposant, introduits par l'outil «  Source ») sont à placer entre la fin de phrase et le point final[comme ça].
- Les liens internes (vers d'autres articles de Wikipédia) sont à choisir avec parcimonie. Créez des liens vers des articles approfondissant le sujet. Les termes génériques sans rapport avec le sujet sont à éviter, ainsi que les répétitions de liens vers un même terme.
- Les liens externes sont à placer uniquement dans une section « Liens externes », à la fin de l'article. Ces liens sont à choisir avec parcimonie suivant les règles définies. Si un lien sert de source à l'article, son insertion dans le texte est à faire par les notes de bas de page.
- La présentation des références doit suivre les conventions bibliographiques. Il est recommandé d'utiliser les modèles {{Ouvrage}}, {{Chapitre}}, {{Article}}, {{Lien web}} et/ou {{Bibliographie}}. Le mode d'édition visuel peut mettre en forme automatiquement les références.
- Insérer une infobox (cadre d'informations à droite) n'est pas obligatoire pour parachever la mise en page.

Pour une aide détaillée, merci de consulter Aide:Wikification.
Si vous pensez que ces points ont été résolus, vous pouvez retirer ce bandeau et améliorer la mise en forme d'un autre article.
Le score polygénique, également connu sous le nom de score de risque polygénique (ou PRS pour Polygenic Risk Score), est une valeur numérique dérivée d'une analyse génomique. Il est utilisé pour prédire la probabilité qu'un individu développe une certaine maladie ou caractéristique en fonction de son profil génétique. Le score polygénique est un nombre qui résume l'effet estimé de nombreuses variantes génétiques sur le phénotype d'un individu, généralement calculé comme une somme pondérée des allèles associés au trait,,. Il reflète la prédisposition génétique estimée d'un individu pour un trait donné et peut être utilisé comme prédicteur de ce trait,,.
Le score polygénique est calculé en additionnant les effets de nombreux variants génétiques associés à une maladie ou un trait donné. Ces scores sont généralement basés sur les résultats d'études d'association pangénomique (GWAS) qui identifient les variants génétiques associés à un certain trait ou risque de maladie. Chaque variante est pondérée en fonction de son association avec le trait ou la maladie.
Les scores polygéniques sont couramment utilisés en génétique pour prédire les risques de maladies complexes comme les maladies cardiovasculaires, le diabète de type 2 ou la schizophrénie. Ils sont également utilisés pour estimer les caractéristiques quantitatives, telles que la taille ou le quotient intellectuel.
Les progrès récents en génétique ont permis la création de prédicteurs polygéniques de traits humains complexes, y compris le risque pour de nombreuses maladies complexes,, qui sont généralement affectées par de nombreux variants génétiques qui confèrent chacun un faible effet sur le risque global,. Dans un prédicteur de risque polygénique, le risque à vie (ou dans une certaine tranche d'âge) pour la maladie est une fonction numérique capturée par le score qui dépend des états de milliers de variants génétiques individuels (c'est-à-dire, single nucleotide polymorphisms, ou SNP).
Les poids utilisés pour calculer les scores polygéniques dans de nombreuses maladies peuvent être retrouvés dans la base de données PGS Catalog.

## Calcul d'un score de risque polygénique
Un score polygénique (PGS) est construit à partir des "poids" dérivés d'une étude d'association pangénomique (GWAS). Dans une GWAS, les polymorphismes mononucléotidiques (SNP) sont testés pour une association entre les cas et les témoins. Les résultats d'une GWAS fournissent la force de l'association à chaque SNP, par exemple la taille de l'effet, et une valeur p pour la signification statistique. La taille de l'effet dérivée de GWAS pour un SNP est souvent désignée comme le 'poids'. Un score de risque polygénique typique est ensuite calculé en ajoutant le nombre d'allèles modifiant le risque à travers un grand nombre de SNP, où chaque nombre d'allèles pour chaque SNP est multiplié par le poids pour le SNP. En forme mathématique, le score polygénique estimé {\displaystyle {\hat {S}}} est obtenu comme la somme à travers m nombre de SNP avec des allèles augmentant le risque pondérés par leurs poids, {\displaystyle {\hat {\beta }}_{j}}.
{\displaystyle {\hat {S}}=\sum _{j=1}^{m}X_{j}{\hat {\beta }}_{j}}
Cette idée peut être généralisée à l'étude de tout trait, et est un exemple du terme mathématique plus général analyse de régression.

## Utilité clinique des scores polygéniques
Une étude majeure examinant le rôle des scores de risque polygénique dans la maladie cardiovasculaire a ravivé l'intérêt pour le potentiel clinique des scores polygéniques. Cette étude a démontré qu'un individu ayant le score de risque polygénique le plus élevé (top 1%) avait un risque cardiovasculaire à vie >10% comparable à ceux avec des variantes génétiques rares. Cette comparaison est importante car la pratique clinique peut être influencée en sachant quels individus ont cette cause génétique rare de maladie cardiovasculaire. Depuis cette étude, les scores de risque polygénique ont montré leur promesse pour la prédiction de la maladie à travers d'autres traits. Les scores de risque polygénique ont été largement étudiés dans l'obésité, la maladie coronarienne, le diabète, le cancer du sein, le cancer de la prostate, la maladie d'Alzheimer et les maladies psychiatriques. En 2023, des études démontrent une précision accrue par rapport à ces études précédentes.

## Performance prédictive chez les humains
Même si un score polygénique peut ne pas faire de prédictions diagnostiques fiables à travers toute une population, il peut néanmoins faire des prédictions très précises pour les individus présentant un risque extrêmement élevé ou faible. L'utilité clinique peut donc encore être grande même si les mesures moyennes de performance de prédiction sont modérées.
Le dépistage génétique des embryons est courant avec des millions de biopsies et de tests effectués chaque année dans le monde. Des méthodes de génotypage ont été développées de sorte que le génotype de l'embryon et le score polygénique résultant puissent être déterminés avec une grande précision,,,,,. 
En 2019, des scores polygéniques pour bien plus d'une centaine de phénotypes ont été développés à partir de statistiques d'association à l'échelle du génome. Cela inclut des scores qui peuvent être classés comme anthropométriques, comportementaux, cardiovasculaires, de maladie non cancéreuse, psychiatriques/neurologiques, et de réponse au traitement/médicament.

### Exemples de performance de prédiction de maladie
Lors de la prédiction du risque de maladie, un score polygénique (PGS) donne un score continu qui estime le risque d'avoir ou de contracter la maladie, dans une certaine période de temps prédéfinie. Une mesure courante pour évaluer de telles estimations continues de questions oui/non (voir Classification binaire) est l'aire sous la courbe ROC (AUC). Quelques exemples de résultats de performance des PGS, mesurés en AUC (0 ≤ AUC ≤ 1 où un nombre plus grand implique une meilleure prédiction), comprennent :
En 2018, AUC ≈ 0,64 pour la maladie coronarienne en utilisant ~120 000 individus britanniques,. En 2019, AUC ≈ 0,63 pour le cancer du sein, développé à partir de ~95 000 sujets cas et ~75 000 témoins d'ascendance européenne.En 2019, AUC ≈ 0,71 pour l'hypothyroïdie pour ~24 000 sujets cas et ~463 000 témoins d'ascendance européenne.En 2020, AUC ≈ 0,71 pour la schizophrénie, en utilisant 90 cohortes comprenant ~67 000 sujets cas et ~94 000 témoins avec ~80 % d'ascendance européenne et ~20 % d'ascendance est-asiatique. Notez que ces résultats utilisent uniquement des informations génétiques en entrée ; l'inclusion d'informations supplémentaires comme l'âge et le sexe améliore souvent considérablement les prédictions. Le prédicteur de maladie coronarienne et le prédicteur d'hypothyroïdie ci-dessus atteignent des AUC d'environ 0,80 et ~0,78, respectivement, lorsqu'ils incluent également l'âge et le sexe,.

## Avantages chez les humains
Contrairement à de nombreuses autres méthodes de laboratoire clinique ou d'imagerie, le risque génétique de la lignée germinale d'un individu peut être calculé dès la naissance pour diverses maladies après le séquençage une seule fois de leur ADN,. Ainsi, les scores polygéniques pourraient finalement être une mesure rentable pouvant être informative pour la gestion clinique. De plus, le score de risque polygénique peut être informatif tout au long de la vie d'un individu, aidant à quantifier le risque génétique à vie pour certaines maladies. Pour de nombreuses maladies, avoir un risque génétique fort peut entraîner un début plus précoce de la présentation (par exemple, l'hypercholestérolémie familiale). Reconnaître un fardeau génétique accru plus tôt peut permettre aux cliniciens d'intervenir plus tôt et d'éviter des diagnostics retardés. Le score polygénique peut être combiné avec des facteurs de risque traditionnels pour augmenter l'utilité clinique,,,. Par exemple, les scores de risque polygéniques peuvent aider à améliorer le diagnostic des maladies. C'est particulièrement évident pour distinguer le diabète de type 1 du diabète de type 2.
De même, une approche basée sur le score de risque polygénique peut réduire les procédures de diagnostic invasives, comme démontré dans la maladie cœliaque. Les scores polygéniques peuvent également donner aux individus le pouvoir de modifier leur mode de vie pour réduire le risque de maladies. Il existe des preuves de modification du comportement en conséquence de la connaissance de sa prédisposition génétique,,. Le dépistage à l'échelle de la population est une autre utilisation des scores polygéniques. Le but du dépistage à l'échelle de la population est d'identifier les patients à haut risque pour une maladie qui bénéficieraient d'un traitement existant. Les scores polygéniques peuvent identifier un sous-ensemble de la population à haut risque qui pourrait bénéficier du dépistage. Plusieurs études cliniques sont en cours dans le cancer du sein, et la maladie cardiaque est un autre domaine qui pourrait bénéficier d'un programme de dépistage basé sur le score polygénique.